# 샐리 필립스
샐리 필립스(Sally Phillips, 1970년 5월 10일 ~ )는 잉글랜드의 배우, 텔레비전 사회자, 코미디언이다.

## 출연 작품

### 영화
- 2019년 블라인디드 바이 더 라이트
- 2025년 브리짓 존스의 일기: 뉴 챕터 - 샤론 "샤자" 역